# Provincia de Pachitea
La provincia del Pachitea es una de las once que conforman el departamento de Huánuco. Limita por el norte con la provincia de Huánuco, por el este con la provincia de Puerto Inca, por el sur con el departamento de Pasco y por el oeste con la provincia de Ambo.
Desde el punto de vista jerárquico de la Iglesia católica, forma parte de la diócesis de Huánuco, sufragánea de la arquidiócesis de Huancayo.

## Toponimia
Cuando se creó la provincia 
en 1918 tomó su nombre del río Pachitea, afluente del río Ucayali. 
Sin embargo, en 1984, se desmembró la sección oriental de su jurisdicción (por donde discurría el río Pachitea) para crear la provincia de Puerto Inca sin que se renombrara la provincia para reflejar su nueva realidad geográfica (caso similar al del departamento de Amazonas). Es así que la provincia quedó con un topónimo obsoleto y geográficamente incongruente que no ha sido corregido hasta la actualidad.

## Historia
La provincia del Pachitea fue creada mediante Ley n.º 2889, del 29 de noviembre de 1918, en el gobierno del presidente José Pardo y Barreda.

## Geografía
Abarca una superficie de 2629,96 km².

## División administrativa
Se divide en cuatro distritos:
1. Panao
2. Chaglla
3. Molino
4. Umari

## Capital
La capital de la provincia es la ciudad de Panao.

## Población
La provincia tiene una población aproximada de 55 000 habitantes aproximadamente.

## Autoridades

### Regionales
- Consejeros regionales
  - 2019-2022[2]

  1. Rubén Nere Loreña Crisóstomo (Alianza para el Progreso)
  2. Víctor Alberto Aróstegui Yalico (Acción Popular)

### Municipales
- 2019-2022[2]
  - Alcalde: Ridel Barrueta Aróstegui, de Acción Popular.
  - Regidores:

  1. Alfredo Edmundo Trinidad Simon (Acción Popular)
  2. Macario Jesús Dolasco (Acción Popular)
  3. Yeli Mendoza Rojas (Acción Popular)
  4. Adrián Lino Rivera (Acción Popular)
  5. Mardonio Rivera Jorge (Acción Popular)
  6. Baylón Rivera Estela (Acción Popular)
  7. Samuel Villanueva Laurencio (Restauración Nacional)
  8. Imer Laurencio Ayala (Avanza País - Partido de Integración Social)
  9. Raúl Pedro Blácido Aróstegui (Alianza para el Progreso)

### Policiales
- Comisario: PNP

MINISTERIO PÚBLICO:
primera y segunda Fiscalía Provincial Penal corporativa de Pachitea y fiscalaia Provincial Civil y familia de Pachitea. 
FISCALES PROVINCIALES PENALES:
Elmer Estrada Muñoz
Digber Ludeña Zanabria
Gisella Paola Soto Galarza
Álex Fermín Refulio León